# Makedonska namnkonflikten

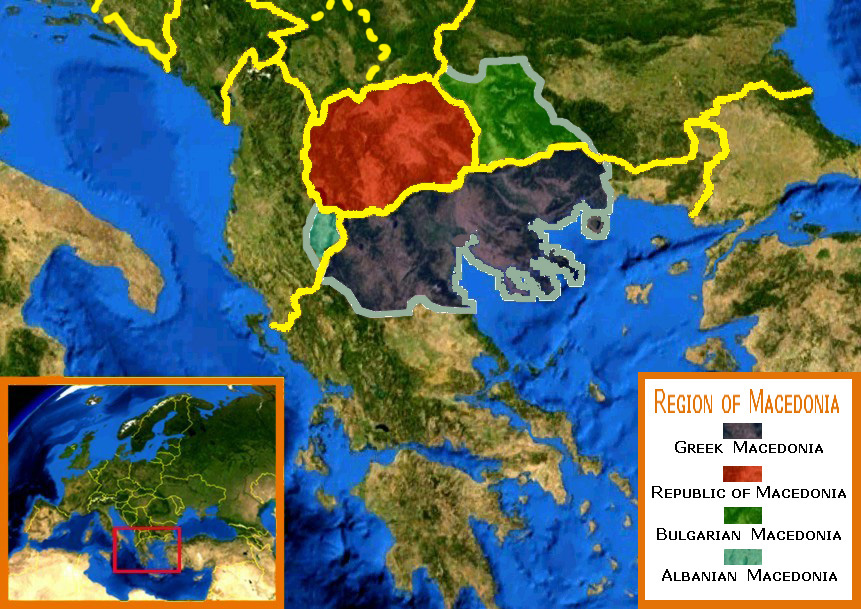
Den historiska regionen Makedonien. Republiken Nordmakedonien i rött, det historiska landskapet Makedonien i norra Grekland i blått.

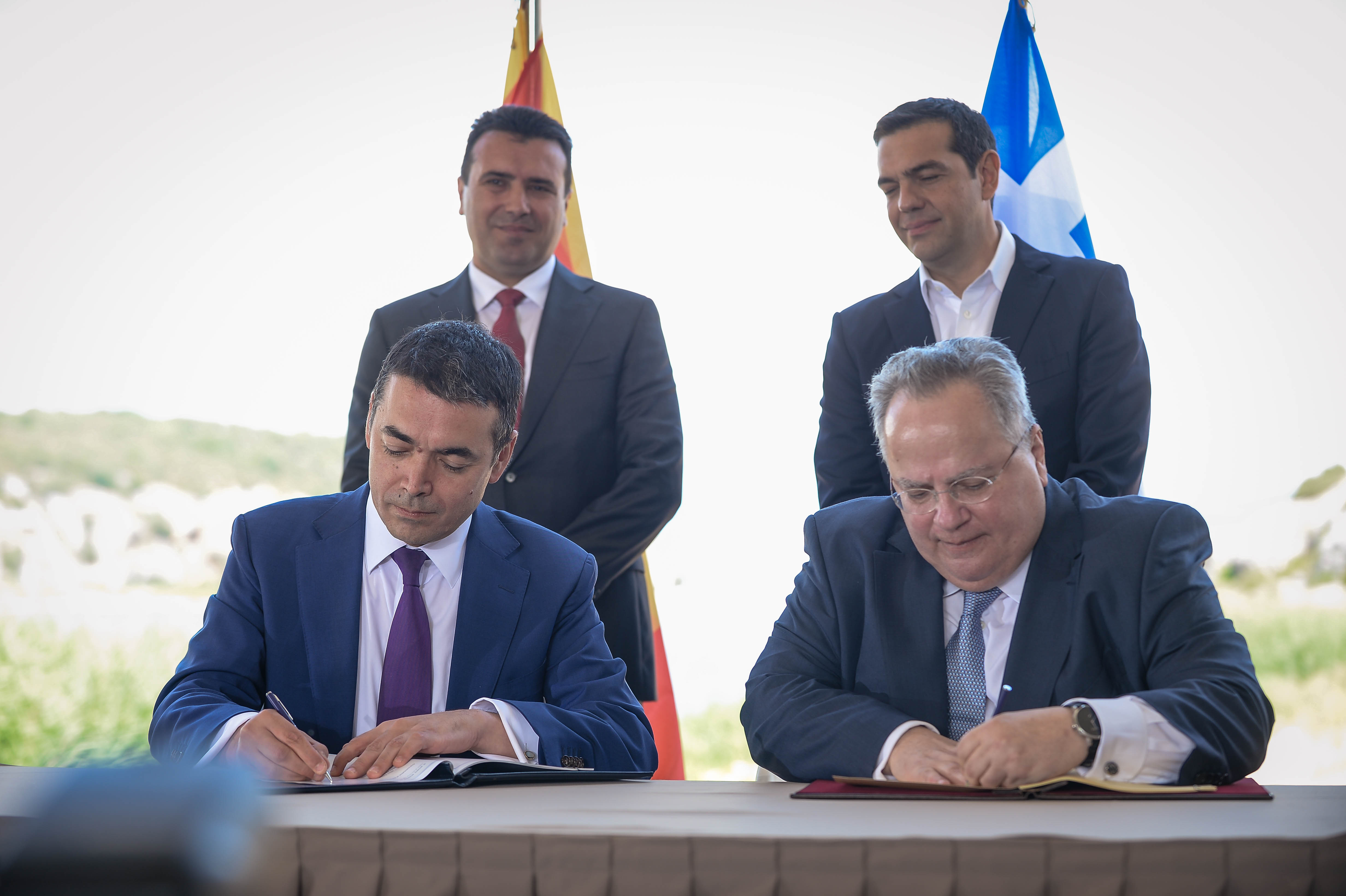
De båda ländernas utrikesministrar, Nikola Dimitrov och Nikos Kotzias, undertecknar Prespaavtalet inför premiärministrarna Zoran Zaev och Alexis Tsipras. Detta innebar slutet på den makedonska namnkonflikten.

Den makedonska namnkonflikten var en politisk dispyt mellan Grekland och Nordmakedonien. Dispyten hade sitt ursprung i att Grekland hävdar exklusiv rätt till att använda det geografiska namnet Makedonien och att det bör vara reserverat enkom för det historiska landskapet Makedonien i norra Grekland. Den makedonska namnkonflikten härrör från år 1946 men kulminerade och aktualiserades i samband med Jugoslaviens upplösning år 1991 då den tidigare jugoslaviska delrepubliken Makedonien förklarade sig självständig under det konstitutionella namnet Republiken Makedonien. Grekland erkände inte detta namn utan kallade staten officiellt för Före detta jugoslaviska republiken Makedonien vilket också var det namn som provisoriskt (i väntan på konfliktens lösning) användes av flera internationella organisationer, däribland Förenta nationerna.
I juni 2018 skrev ländernas premiärministrar under Prespaavtalet, som innebar att Makedonien bytte namn till Nordmakedonien. Innan avtalet trädde i kraft behövde det godkännas i båda ländernas parlament. Efter en folkomröstning i september där valdeltagandet var under 40% där majoriteten av befolkningen bojkottat omröstningen för att visa sitt missnöje mot parlamentet och namnändring, så godkändes det av Makedoniens parlament 19 oktober 2018. Det grekiska parlamentet godkände 25 januari 2019 namnbytet till Nordmakedonien. Enligt överenskommelsen tillåts landets invånare dock att kalla sig själva makedonier och sitt språk makedonska.

## Historik
1946 efter det kommunistiska maktövertagandet, valde man att ändra indelningen av Jugoslavien till delrepubliker. Den sydligaste namngavs Socialistiska republiken Makedonien. Grekland protesterade redan då. År 1991 förklarade sig denna republik självständig under namnet Republiken Makedonien.
Grekland vägrade erkänna Republiken Makedonien. Man kallade landet Republiken Skopje (på grekiska Σκόπια, efter huvudstaden Skopje) om man behövde kalla det något. Många andra länder började kalla det för Före detta jugoslaviska republiken Makedonien.  Det namnet var tänkt att vara tillfälligt men har fortsatt användas. År 1995 gick Grekland efter medling med på att erkänna landet under namnet Före detta jugoslaviska republiken Makedonien, även om Republiken Skopje förblev vanligt i praktiken. I mars 2004 sökte Makedonien medlemskap i EU. Alla EU-länder måste godkänna nya medlemsstater. Grekland deklarerade att man inte kommer att gå med på att Makedonien blir medlem under detta namn. År 2006 namngavs Skopjes internationella flygplats Alexander den stores flygplats, vilket inte var populärt i Grekland, och det namnet används dessutom sedan innan på Kavalas flygplats i Grekland. Som en del av avtalet 2018 togs namnet bort från Skopjes flygplats. Flyg till Grekland förekom på grund av sanktioner knappt under många år före 2018.
I maj 2009 skrev över 200 akademiker och experter på antikens historia under ett brev till USA:s president Barack Obama där de krävde en lösning på den makedonska namnkonflikten. De gav i brevet den grekiska sidan i princip helt rätt, och hävdade att något annat vore historieförfalskning.